# 宮路一昭
宮路 一昭（みやじ かずあき、1963年6月20日 - ）は、日本のギタリスト・作曲家・編曲家・音楽プロデューサー・スタジオ・ミュージシャンとしても活動している。宮崎県都城市出身。血液型O型。

## 略歴
宮崎県立都城工業高校在学中、TOTOのギタリスト、スティーブ・ルカサーに感銘を受けギターを始める。その後、ルカサーが参加しているアーティストの音楽は、全てと言っていい程聴き、そのプレイをコピーしながらライブ活動をしていた。高校3年の時、FM宮崎に出演、また寺内タケシとも共演。ギタリストの北島健二が師匠。
高校卒業後、武蔵野音楽学院に入学。同級に西村智彦（SING LIKE TALKING）、米川英之（元C-C-B）が在籍。各自プロデビューしてからも交流は続いており（シンコーミュージック ムック本『レジェンダリー・ギタリスト 特集●スティーヴ・ルカサー不世出の1stコール・ギタリスト〜』（2013年2月12日発売）「[EXCLUSIVE DISCUSSION]ルーク世代日本人ギタリスト放談 ルーク座談会 feat. 増崎孝司、西村智彦、宮路一昭、米川英之」に名を連ねて掲載されている）、2019年には“3GT”というユニットを組み、ライブを行っている。
1983年、ミュージシャンデビュー。数多くのアーティストのレコーディングやライブに参加する。
1990年代前半にボーカリストの渡辺学と音楽ユニット「FACE FREE」を結成（宮路翔伍名義）。インディーズでは元T-SQUAREの河野啓三や、東京スカパラダイスオーケストラの大森はじめも参加していた。
1994年、「ジャンプ・スーパーアニメツアー'95上映作品『キャプテン翼 史上最強の敵!オランダユース』のサウンドトラックを担当。同年11月2日、EMIミュージック・ジャパンよりオムニバスアルバムリリース。また、同作品のOP主題歌「Try!』」/ED「風の道で」（FACE FREE名義で楽曲も担当）をユーメックスよりシングルリリース。
また、同年10月21日より放送開始されたテレビアニメ「キャプテン翼J」（FACE FREE名義で楽曲も担当）のオープニングテーマ『Fighting!』を、12月7日にポニーキャニオンからリリース（FACE FREE名義）。
この頃に少年ジャンプ（集英社）のイベントにてさくまあきらと出会い、以降、さくまが制作する「桃太郎電鉄シリーズ」をはじめとしたゲームミュージック制作に携わるようになる。
競馬が好きな人には競馬研究のCM曲の「MY LIFE」が有名。「ニャニがニャンだー ニャンダーかめん」の音楽監督でもある。このBGMはバラエティー番組の定番BGMとして人気が高い。
声優の大橋歩夕や桜花由美の音楽プロデューサーとしても活動している。
2007年12月、デビュー25周年記念CD『Thanks!!』を発売。アニメ版の「キャプテン翼」で縁が繋がった原作者の高橋陽一が、アーティストのアルバムとしては初めてジャケットのイラストを描き下ろしている。
2011年4月16日、東日本大震災の被災者への復興支援を目的としたチャリティーイベント『頑張ろうNIPPON！！　届けアニソン魂』に出演。宮路は声優の川村万梨阿と”川村万梨阿＆宮路一昭”名義で参加した。
セルフプロデュースライブ「TONES Night」も毎年開催。他に人気声優の福井裕佳梨、笹川亜矢奈、近藤佳奈子、酒井香奈子と一緒にWEBラジオ「こちら わいうい放送部♪」に出演。声優の松風雅也とユニットを組み「松風雅也 with Atomic Soul」でCD発売。人気演劇ユニット*pnish*の鷲尾昇&森山栄治のソロ活動やサンティーズのプロデュース、エコボーカルユニットのdekirukoto.netや、若本規夫、堀内賢雄、三好りえ、こおろぎさとみ、松岡由貴、茅原実里など声優の音楽プロデュース、CM、ドラマ、アニメ&ゲームなどのBGM制作も担う。また、リーダーバンド「M's Kitchen」「Atomic Soul」を率いてCD発売やライブなど精力的に活動中。ペンネーム『Love☆Rocks』でも活動中。
2011年6月、エキサイトアニメの中でオフィシャルブログ開設。
2012年4月、レインボータウンFMで宮路一昭プロデュースのラジオ番組『Saturday Maniac Radio/サタマニ♪』放送開始。

## 主な作品

### 音楽CD
宮路一昭
- 宮路一昭 25th Anniversary CD『Thanks!!』（作曲・編曲・演奏&プロデュース、GOHAN RECORDS）
- LOW RIDER（サントラ）（作曲・編曲・演奏&プロデュース、GOHAN RECORDS）
- Zektbach/Masinowa/エンカムイ」（ギターArr&演奏、KONAMI）

- モンスターパラダイス（東芝EMI）
- 英雄降臨（東芝EMI）
- ヘビメタ推進委員会（作曲・編曲・演奏&プロデュース、JDC）

桃太郎電鉄
- 桃太郎電鉄 〜SOKOZIKARA〜（作詞・作曲・編曲・プロデュース、東芝EMI）
- 桃太郎電鉄11 ゴールド・サウンズ（コナミミュージック）
- 桃太郎電鉄ヒットパレード 桃鉄11・12・USA（コロムビア）

ニャニがニャンだーニャンダーかめん
- ニャニがニャンだーニャンダーかめん・サントラ（作曲・編曲・演奏&プロデュース、東芝EMI）
- ニャニがニャンだーニャンダーかめん・サントラ2

FACE FREE（宮路が参加しているユニット）
- Fighting！（ポニーキャニオン） - CX-TVアニメ「キャプテン翼J」オープニング主題歌
- Try！ - OVAキャプテン翼 最強の敵！オランダユース - 主題歌。c/w「風の道で」はエンディングテーマ
- MY LIFE　- 競馬研究CM曲　※FACE FREE名義

くまのきよみ
- ダンスDEニャン2 - ニャニがニャンだーニャンダーかめん・エンディング曲（作曲・編曲・演奏&プロデュース、東芝EMI）

こおろぎさとみ
- あなたに逢いたい（作詞・作曲・編曲・演奏&プロデュース、東芝EMI）

茅原実里
- ミルク色の恋 - アイドル雀士R 雀ぐる★プロジェクト エンディング曲（作曲・編曲・演奏&プロデュース）

桜花由美
- resurrection（作曲・編曲・演奏&プロデュース、JDC）

ジュエル☆ハンズ
- ファーストステップ（作曲・編曲・演奏&プロデュース、JDC）

赤松唯
- ふわふわバブル（作曲・編曲・演奏&プロデュース、JDC）
- ふわふわレボリューション（1stミニアルバム）（作曲・編曲・演奏&プロデュース、JDC）

いちご姫
- 夜紅（作曲・編曲・演奏&プロデュース、JDC）

多田瑞穂
- OCEAN BLUE（作曲・編曲・演奏&プロデュース、Story Fact）

サンティーズ/森山栄治&鷲尾昇
- ありがとう20代（作曲・編曲・演奏&プロデュース、ネルケプランニング）
- 滝にうたれて
- 大島
- 休日

鷲尾昇
- Just going my way/みんなのチカラ（作曲・編曲・演奏&プロデュース、GOHAN RECORDS）
- 二人だけのクリスマス/君と出会えた時
- STORY/〜旅立ち〜

dekirukoto.net
- Make it Right!（作曲・編曲・演奏&プロデュース、Be.c.u.MUSIC）
- SUMMER SALE!
- つながる想い〜said to myself〜

M's Kitchen
- 1stCD『Hallelujah!（作曲、編曲、演奏&プロデュース:宮路一昭,Be.c.u. MUSIC）

ChuChuChuFamily
- WE ARE ChuChuChuFamily（編曲&プロデュース、GOHAN RECORDS）

souichi
- This Way（編曲・演奏&プロデュース、One Way Music）
- SOUROOTS 〜Souichi Live〜
- Voice

ジゴロ
- 妄想バニラ（1stアルバム）（編曲&プロデュース、JDC）

薬師るり
- 幻夢想 - 『魔界騎士イングリッド』主題歌（作曲・編曲・演奏&プロデュース、Love☆Rocks）

黒蝶
- 証 - 『シオン』主題歌（作曲・編曲・演奏&プロデュース、Love☆Rocks）

Anna
- 愛のイディア（idia） - 『監獄戦艦』主題歌『（作曲・編曲・演奏&プロデュース、Love☆Rocks）

なもなきよいこ
- PROUD - 『奴隷メイドプリンセス』主題歌（作曲・編曲・演奏&プロデュース、Love☆Rocks）

藤咲ウサ
- 大好きのちコイゴコロ。 -  『ぜったい遵守☆強制子作り許可証!!』主題歌（作曲・編曲・演奏&プロデュース、Love☆Rocks）

若本規夫&三好りえ
- 果てなき空（作曲・編曲・演奏&プロデュース、インフィニブレイン）
- ラブ・アンドロイド

若本規夫&大亀あすか
- シュガーレス・ベイビー（作曲・編曲・演奏&プロデュース、インフィニブレイン）

中島沙樹&渕上舞
- Eternal Friends（作曲・編曲・演奏&プロデュース、インフィニブレイン）

DOGS
- Babel（編曲&ギター）
- Touch Your Heart（編曲&ギター）

福井裕佳梨、笹川亜矢奈、近藤佳奈子、酒井香奈子
- 大きな愛♡地球☆（作曲・編曲・演奏&プロデュース、WISETONE）
- わいうい学園校歌

福井裕佳梨
- マーメイド・キッス（作曲・編曲・演奏&プロデュース、WISETONE）

福井裕佳梨、笹川亜矢奈
- マーメイド・キッス（作曲・編曲・演奏&プロデュース、WISETONE）

近藤佳奈子、酒井香奈子
- だいすきマイフレンド 〜もふもふ牧場の歌〜（作曲・編曲・演奏&プロデュース、WISETONE）

大橋歩夕
- Hello,Goodbye...（作詞・作曲・編曲・演奏&プロデュース、WISETONE）
- テディベア
- CUTE にファンタぢっく
- 夜空を見上げて 〜Lost Romantics〜
- Angel Girl
- そよ風と背中
- 人魚
- 親愛なる・・・
- ＋going!!
- ＋going!!（Album Mix）
- Fly Away
- 春の匂い
- ひとりひとり
- Album『ファンタぢすた』
- Album『ミニあこ』

ソノライフ
- 君のこと「1stAlbum」（ギターArr&演奏&プロデュース）
- ゆうひ「2ndAlbum」

近藤佳奈子
- album♪（ギターArr&演奏、WAVEMASTER HAPPIES）

池澤春菜
- Album『ファンタムジカ』「享楽ペダントリヰ」（作曲、WAVEMASTER HAPPIES）

大森玲子
- Wonderland（編曲・演奏&プロデュース、東芝EMI）

### ゲーム
- PC【チャンピオン・犬物語】(富士通/アルファオメガソフト） - ゲーム企画、原案、作曲、編曲、演奏&プロデュース
- PC【英雄降臨】（富士通/アルファオメガソフト）
- PS2【EX億万長者ゲーム】（タカラ）
- PS2【雀ぐるプロジェクト・アイドル雀士R】（PCCWJ）
- PS2【LOW RIDER】（PCCWJ）
- PS2【びんちょうタン しあわせ暦】（マーベラス）
- PSP【グレイトバトル フルブラスト】（バンダイナムコ）
- PS【さくま式・人生ゲーム】（タカラ）

桃太郎シリーズ（ハドソン）
- SFC【桃太郎電鉄HAPPY】
- PS【桃太郎電鉄7】
- GB【桃太郎電鉄jr. 〜全国ラーメンめぐりの巻〜】
- PS【桃太郎伝説】
- PS【桃太郎電鉄V】
- GBA【桃太郎まつり】
- PS【桃太郎まつり 石川六右衛門の巻】
- PS2【桃太郎電鉄X 〜九州編もあるばい〜】
- PS2&GC【桃太郎電鉄11 ブラックボンビー出現!の巻】
- PS2&GC【桃太郎電鉄12 西日本編もありまっせー!】
- PS2【桃太郎電鉄USA】
- GBA【桃太郎電鉄G ゴールド・デッキを作れ!】

人生ゲーム
- PS【お仕事式・人生ゲーム/めざせ職業王】(タカラ）
- GC【Special人生2ゲーム】（タカラ）
- PS2【EX人生ゲーム2】（タカラ）
- PS2【NEW人生ゲーム】（アトラス）

モノポリー
- GB【DXモノポリーGB】（タカラ）
- PS【DXモノポリー】（タカラ）

The Real Car Simulator
- PC【The Real Car Simulator "R" NISSAN】（VR-1）
- PC【The Real Car Simulator "R" TOYOTA】（VR-1）

### モバイルコンテンツ
- 百人斬り（モバイル）
- えらべるJ-POP（モバイル）
- 歌詞で胸キュン（モバイル）
- なま着（モバイル）
- オリコンスタイル（モバイル）
- 最新曲★全曲取り放題（モバイル）
- リアルうたDX（モバイル）
- アカペラ着歌（モバイル）

### ドラマCD
- 桃太郎伝説 Vol.1&2（作曲・編曲・演奏&プロデュース&声優、キング）
- ドリームバスター 01 - *pnish*、原作:宮部みゆき（作曲・編曲・演奏&プロデュース、TDKコア）
  - ドリームバスター 02
  - ドリームバスター 03
- 090えこといっしょ。 - 酒井香奈子・田村ゆかり・仲井絵里香、原作:亜桜まる（作曲・編曲・演奏&プロデュース、キング）
- Layla's Story vol.1 白雪天使 - 笹川亜矢奈・咲乃藍里・酒井香奈子・井ノ上奈々（作曲・編曲・演奏&プロデュース、ウィングステック）
- 対決6 - 大塚明夫 vs 小山力也（作曲・編曲・演奏&プロデュース、イーアンツ/アニメアンテナ委員会）
  - 対決NEO2 - 神谷浩史 vs 吉野裕行
  - 対決8 - 遊佐浩二 vs 岸尾だいすけ
  - 対決9 - 小野坂昌也 vs 緑川光
- 癒されBar若本-the CD vol.01 - 若本規夫・三好りえ・宮野真守・中島沙樹（作曲・編曲・演奏&プロデュース、インフィニブレイン）
  - 癒されBar若本-the CD vol.03 - 若本規夫・中島沙樹・大亀あすか・渕上舞
- いちばんうしろの大魔王 vol.1 - 中原麻衣・白石涼子・茅原実里（作曲・編曲・演奏&プロデュース、インフィニブレイン）

### 舞台
- おとぎの国のメルヘン通り（会場:青山円形劇場/子供の城） - 演奏
- シェルター（演出:小粥よう子、会場:こまばアゴラ劇場） - 音楽
- サンティーズ vol.1（出演:森山栄治&鷲尾昇、会場:AKASAKA RED THEATER、制作:ネルケプランイング） - 音楽
  - サンティーズ vol.2（出演:森山栄治&鷲尾昇、会場:TOKYO FM HALL、制作:ネルケプランイング） - 音楽
  - サンティーズ vol.3（出演:森山栄治&鷲尾昇、会場:Varsity Hall（ヴァーシティホール）、制作:ネルケプランイング） - 音楽
  - サンティーズ vol.4（出演:森山栄治&鷲尾昇、会場:六本木俳優座劇場、制作:ネルケプランイング） - 音楽
- ソウガ（演出:きだつよし。会場:全労済ホールスペース・ゼロ、制作:TWIN-BEAT/オデッセー） - 音楽

### リミックス
- 浜崎あゆみ『Endless sorrow（Liquid Heart Mix）』（avex）

### メディア出演

#### テレビ
- 桃色Y談 裏ンキングSHOW（2018年10月11日、BSスカパー!） - 「喘ぎ声ドレミファランキング」コーナー[6]

#### ラジオ
- Saturday Maniac Radio/サタマニ♪（2012年4月7日 - 、レインボータウンFM）[7]